# Bufoides
Bufoides és un gènere d'amfibis de la família dels bufònids amb només una espècie.

## Espècie
- Bufoides kempi
- Bufoides meghalayanus